# Argentino Luna
 (mars 2011).
Si vous disposez d'ouvrages ou d'articles de référence ou si vous connaissez des sites web de qualité traitant du thème abordé ici, merci de compléter l'article en donnant les références utiles à sa vérifiabilité et en les liant à la section « Notes et références ».
Rodolfo Giménez, plus connu sous son nom d'artiste Argentino Luna, né à General Madariaga en Argentine le 21 juin 1941 et mort à Buenos Aires le 19 mars 2011, est un chanteur et compositeur argentin, et grand représentant de la musique folklorique de son pays.

## Biographie
Issu d'une famille de paysans, Rodolfo Giménez est le fils de Juan Lino Giménez et d'Esperanza Castañares. Il passe son enfance et son adolescence dans la Pampa et sur la côte atlantique de l'Argentine, dans la ville de Villa Gesell.
Sous le nom d'Argentino Luna, il devient un des grands interprètes et compositeurs de thèmes folkloriques d'Argentine comme les chacareras ou les zambas.
Il compose plus de 300 chansons, dont Zamba para decir adiós (son premier grand succès), Mire qué lindo es mi país paisano, Mirá, lo que son las cosas, Pero el poncho no aparece, et Me preguntan cómo ando. Il est surnommé le « Gaucho de Madariaga ».
Durant sa carrière, il parcourt son pays, et visite le Costa Rica, le Panamá, l'Uruguay, le Japon, les États-Unis, le Brésil, le Paraguay et de nombreux autres pays.
Argentino Luna obtient les prix Palma de Plata, Limón de Oro, Gardel de Oro, et Charrúa de Oro, entre autres.
Il est le père de cinq enfants, nés de deux mariages.
Le 8 février 2011, à la suite d'un problème rénal, il est hospitalisé à la Fundación Favaloro de Buenos-Aires, où il meurt le 19 mars 2011.

## Chansons célèbres
Parmi les nombreuses chansons composées et interprétées par Argentino Luna, les plus connues sont :
- A los argentinos
- Ando por la huella
- Aprendí en los rancheríos
- Capitán de la espiga
- Cuando callas por amor
- Descorazonado
- El malevo
- Me olvidé de tu nombre
- Mire que lindo es mi país paisano
- Nos han robado país
- Pal' Tuyú
- Pero ellos, estaban antes
- Uno nunca entiende
- Zamba para decir adiós

## Discographie
- 1968: "Un cantor de soledades" - EMI ODEON
- 1968: "Con guitarra prestada canta... Argentino Luna" - EMI ODEON
- 1969: "Payador patrón del canto" - Junto a Alberto Merlo y Víctor Velázquez - LONDON
- 1969: "Perdón padre" - EMI ODEON
- 1970: "Apenas si soy cantor" - EMI ODEON
- 1970: "Cartas de muchos" - EMI ODEON
- 1971: "Algo que quería decirte" - EMI ODEON
- 1971: "Todo el amor que te di" - EMI ODEON
- 1971: "Canto Surero Vol.2" - Junto a Alberto Merlo y Víctor Velázquez -  EMI ODEON
- 1972: "Canto Surero Vol.3" - Junto a Alberto Merlo y Víctor Velázquez -  EMI ODEON
- 1972: "Me fui por una guitarra" - EMI ODEON
- 1972: "Quiero ser luz" - EMI ODEON
- 1972: "Vida, pasión y casi muerte del gaucho - Relato por milonga" - EMI ODEON
- 1972: "Un cantor en soledades" - EMI ODEON
- 1973: "Pero... el poncho no aparece" - EMI ODEON
- 1974: "Eterno amante del alba" - EMI ODEON
- 1975: "Soy de un pago, tristeza" - EMI ODEON
- 1976: "En tu homenaje mujer" - EMI ODEON
- 1977: "Tierra ceñida a mi costado" - EMI ODEON
- 1977: "Lo mejor de un Argentino que canta" - EMI ODEON
- 1978: "Por si no pego la vuelta" - EMI ODEON
- 1979: "Cuando callas por amor" - EMI ODEON
- 1980: "Desde mi origen" - EMI ODEON
- 1983: "Canto a la Patagonia" - EMI ODEON
- 1984: "Grandes Éxitos" - EMI ODEON
- 1984: "20 Grandes Éxitos" - EMI ODEON
- 1985: "Éste es mi oficio" - EMI ODEON
- 1986: "Del Algarrobo al Ombú" - EMI ODEON
- 1987: "Milongas" - EMI ODEON
- 1968: "Zamba para decir adiós"
- ????: "Linda yunta Pa´l arado - Junto a Omar Moreno Palacios - EMI ODEON
- 1990: "Por si se te olvida" - CONFLUENCIA
- 1995: "Argentino Luna" - MUSICA & MARKETING S.A.
- 1995: "Argentino y bien parido" - LEADER MUSIC
- 1996: "Ansias" - MUSICA & MARKETING S.A.
- 1996: "Recordando Valses" - LEADER MUSIC
- 1997: "Ay... Patria Mía" - MUSICA & MARKETING S.A.
- 1997: "Mirá lo que son las cosas" - EPSA MUSIC
- 1998: "Guitarreros" - Junto a Carlos Di Fulvio - MUSICA Y MARKETING S.A.
- 1999: "Serie Año 2000" - MUSICA & MARKETING S.A.
- 1999: "Voy a seguir por vos" - MIS
- 2001: "Este es mi oficio - Reliquias" - DISTRIBUIDORA BELGRANO NORTE
- 2001: "Colección Aniversario - EMI ODEON
- 2003: "Me preguntan como ando" - DISTRIBUIDORA BELGRANO NORTE
- 2003: "Grandes Éxitos" - EMI ODEON
- 2004: "Raíz de mi canto" - MUSICA & MARKETING S.A.
- 2005: "Con su permiso... Don Carlos" - GLIDE
- 2005: "El duende de las guitarras" - DISTRIBUIDORA BELGRANO NORTE
- 2005: "Sos todo eso y mucho más" - DISTRIBUIDORA BELGRANO NORTE
- 2006: "Razones" - DISTRIBUIDORA BELGRANO NORTE
- 2007: "Tajo a tajo" - AMERICAN RECORDING
- 2007: "Dos Álbumes en un CD" - LIVING MUSIC
- 2008: "El campo también es patria" - GLD DISTRIBUIDORA S.A.
- 2009: "De Colección" - DISTRIBUIDORA BELGRANO NORTE
- 2009: "La Raíz de mi Canto" (DVD) - AMERICAN ARGENTINA
- 2010: "Los 20 Mejores" - GLD DISTRIBUIDORA S.A.
- 2010: "La copla es canto del pueblo" - GLD DISTRIBUIDORA S.A.
- 2010: "Lo prometido es deuda" (CD + DVD) - GLD DISTRIBUIDORA S.A.
- 2011: "Adiós al cantor" - EMI MUSIC
- 2012: "Ídolos Populares - Argentino Luna / Gustavo Guichón" - PROEL MUSIC
- 2012: "Serie de Oro" - EMI LATIN
- 2013: "Tributo - Sus 20 mejores canciones" - GLD DISTRIBUIDORA S.A.
- 2015: "20 Grandes Éxitos" - LEADER MUSIC